# Campeonato Mundial de Endurance da FIA de 2015
O Campeonato Mundial de Endurance da FIA de 2015 foi a quarta temporada do Campeonato Mundial de Endurance da FIA, (em inglês: FIA World Endurance Championship ), uma competição automobilística internacional organizada pela Federação Internacional de Automobilismo e pelo Automobile Club de l'Ouest. O WEC, como também é conhecido, é destinado a protótipos desportivos (LMP) e carros de Gran Turismo (GT). A temporada 2015 começou em Silverstone Circuit em Abril, e terminou no Circuito Internacional do Barém em Novembro, incluindo no calendário a 83.ª edição das 24 Horas de Le Mans.

## Calendário
O calendário provisório foi anunciado pelo ACO nas 6 Horas de Fuji de 2014 e confirmado na reunião do Conselho Mundial da FIA Motor Sport em Doha pouco depois. Os horários permanecem os mesmos de 2014, com a notável exceção de 6 Horas de São Paulo a ser substituída pelas 6 Horas de Nürburgring. O projeto de construção de um novo complexo nos pits do Autódromo José Carlos Pace impossibilitou a realização da etapa, a volta de Interlagos está prevista para o começo de 2016. Com Nürburgring entrando no lugar de Interlagos o WEC fez a primeira visita à Alemanha, berço da Audi e Porsche que aconteceu entre as 24 Horas de Le Mans e 6 horas do Circuito das Américas, encurtando a distância ao longo de três meses que ocorreu em 2014 após Le Mans.
| Rnd | Corrida                          | Circuito                        | Local                    | Data           |
| --- | -------------------------------- | ------------------------------- | ------------------------ | -------------- |
| 1   | 6 Horas de Silverstone           | Silverstone Circuit             | Silverstone, Reino Unido | 12 de abril    |
| 2   | WEC 6 Horas de Spa-Francorchamps | Circuit de Spa-Francorchamps    | Spa, Bélgica             | 2 de maio      |
| 3   | 24 Horas de Le Mans              | Circuit de la Sarthe            | Le Mans, França          | 13–14 Junho    |
| 4   | 6 horas de Nürburgring           | Nürburgring                     | Nürburg, Alemanha        | 30 de agosto   |
| 5   | 6 Horas do Circuito das Americas | Circuit of the Americas         | Austin, Estados Unidos   | 19 de setembro |
| 6   | 6 Horas de Fuji                  | Fuji Speedway                   | Oyama, Japão             | 11 de outubro  |
| 7   | 6 Horas de Xangai                | Shanghai International Circuit  | Shanghai, China          | 1 de novembro  |
| 8   | 6 Horas do Bahrein               | Circuito Internacional do Barém | Sakhir, Barém            | 21 de novembro |

## Equipes e pilotos

### LMP1
As categorias LMP1-H e LMP1-L introduzidas em 2014 foram reunificadas mais uma vez em uma única categoria LMP1, permitindo que equipas privadas enfrentem as equipas de fábrica. A Nissan se junta a categoria LMP1 como um fabricante após fornecimento de motores para LMP2 desde o início da série em 2012. O Nissan GT-R Nismo LM irá utilizar um layout exclusivo entre os LMP1, com um projeto de motor e tração dianteiros. Os pilotos escolhidos pela Nissan incluem o ex-vencedor de Le Mans Marc Gené, o campeão de FIA GT1 Michael Krumm, o ex-campeão europeu LMP2 Le Mans Series Olivier Pla que deixou a G-Drive Racing, e ex-piloto de Fórmula 1 Max Chilton. Veteranos LMP2 Harry Tincknell e Jann Mardenborough completam line-up da equipa em temporada completa, enquanto Lucas Ordóñez, Alex Buncombe, e atual campeão da Super GT Tsugio Matsuda irá conduzir terceiro carro da equipa em Le Mans. Estreantes em 2014, A Porsche manterá o seu line-up, mas adicionará um terceiro 919 híbrido em Le Mans e Spa para o atual piloto da Force India Nico Hülkenberg que irá juntar-se a Nick Tandy e Earl Bamber que foram promovidos a partir do programa LMGTE da Porsche.
Com a aposentadoria de campeão Mundial de Endurance 2013 Tom Kristensen, a Audi promoveu Oliver Jarvis para dividir com Lucas di Grassi e Loïc Duval um dos R18 e-tron quattro em temporada completa. O segundo Audi mantém o mesmo line-up que ganhou o campeonato de 2012 WEC com Marcel Fässler, Benoît Treluyer e André Lotterer. René Rast se move do programa GT da Audi para tomar assento desocupado Jarvis no terceiro Audi para Le Mans e Spa. Os atuais campeões Anthony Davidson e Sébastien Buemi ganham um novo parceiro para 2015, Kazuki Nakajima troca de parceiros e substitui o dispensado Nicolas Lapierre, no lugar de Nakajima no segundo TS040 híbrido entra Mike Conway, promovido de piloto reserva em 2014, para parceiro de Stéphane Sarrazin e Alexander Wurz.
As duas entradas LMP1-L de 2014 permanecem na nova temporada, mas com alterações para suas campanhas. Kodewa anteriormente inscrita sob o patrocínio com o Lotus Cars, foi renomeado ByKolles para 2015. ByKolles mantém a CLM P1 / 01 com motor AER que fez campanha no segundo semestre de 2014. Rebellion Racing que defende o título de campeão de equipas privadas da LMP1, optou por deixar aos motores Toyota e usar os mesmo motor AER da equipa ByKolles. Esta decisão forçou a Rebellion a retirar-se da primeira corrida da temporada, a fim de adaptar os seus R-Ones para os novos motores.
| equipa                | Carro                   | Motor                            | Pneu | No. | Pilotos              | Corridas |
| --------------------- | ----------------------- | -------------------------------- | ---- | --- | -------------------- | -------- |
| Toyota Racing         | Toyota TS040 Hybrid     | Toyota 3.7 L V8                  | M    | 1   | Anthony Davidson     | 1-8      |
| Toyota Racing         | Toyota TS040 Hybrid     | Toyota 3.7 L V8                  | M    | 1   | Sébastien Buemi      | 1-8      |
| Toyota Racing         | Toyota TS040 Hybrid     | Toyota 3.7 L V8                  | M    | 1   | Kazuki Nakajima      | 1-8      |
| Toyota Racing         | Toyota TS040 Hybrid     | Toyota 3.7 L V8                  | M    | 2   | Alexander Wurz       | 1-8      |
| Toyota Racing         | Toyota TS040 Hybrid     | Toyota 3.7 L V8                  | M    | 2   | Stéphane Sarrazin    | 1-8      |
| Toyota Racing         | Toyota TS040 Hybrid     | Toyota 3.7 L V8                  | M    | 2   | Mike Conway          | 1-8      |
| Team ByKolles         | CLM P1/01               | AER P60 V6 GDI Twin Turbo        | M    | 4   | Simon Trummer        | 1        |
| Team ByKolles         | CLM P1/01               | AER P60 V6 GDI Twin Turbo        | M    | 4   | Vitantonio Liuzzi    | 1        |
| Team ByKolles         | CLM P1/01               | AER P60 V6 GDI Twin Turbo        | M    | 4   | Pierre Kaffer        | 1        |
| Audi Sport Team Joest | Audi R18 e-tron quattro | Audi TDI 4.0 L Turbo V6 (Diesel) | M    | 7   | André Lotterer       | 1-8      |
| Audi Sport Team Joest | Audi R18 e-tron quattro | Audi TDI 4.0 L Turbo V6 (Diesel) | M    | 7   | Benoît Tréluyer      | 1-8      |
| Audi Sport Team Joest | Audi R18 e-tron quattro | Audi TDI 4.0 L Turbo V6 (Diesel) | M    | 7   | Marcel Fässler       | 1-8      |
| Audi Sport Team Joest | Audi R18 e-tron quattro | Audi TDI 4.0 L Turbo V6 (Diesel) | M    | 8   | Lucas di Grassi      | 1-8      |
| Audi Sport Team Joest | Audi R18 e-tron quattro | Audi TDI 4.0 L Turbo V6 (Diesel) | M    | 8   | Loïc Duval           | 1-8      |
| Audi Sport Team Joest | Audi R18 e-tron quattro | Audi TDI 4.0 L Turbo V6 (Diesel) | M    | 8   | Oliver Jarvis        | 1-8      |
| Audi Sport Team Joest | Audi R18 e-tron quattro | Audi TDI 4.0 L Turbo V6 (Diesel) | M    | 9   | Filipe Albuquerque   | 2-3      |
| Audi Sport Team Joest | Audi R18 e-tron quattro | Audi TDI 4.0 L Turbo V6 (Diesel) | M    | 9   | Marco Bonanomi       | 2-3      |
| Audi Sport Team Joest | Audi R18 e-tron quattro | Audi TDI 4.0 L Turbo V6 (Diesel) | M    | 9   | René Rast            | 2-3      |
| Rebellion Racing      | Rebellion R-One         | AER P60 V6 GDI Twin Turbo        | M    | 12  | Nicolas Prost        | 2-8      |
| Rebellion Racing      | Rebellion R-One         | AER P60 V6 GDI Twin Turbo        | M    | 12  | Nick Heidfeld        | 2-8      |
| Rebellion Racing      | Rebellion R-One         | AER P60 V6 GDI Twin Turbo        | M    | 12  | Mathias Beche        | 2-8      |
| Rebellion Racing      | Rebellion R-One         | AER P60 V6 GDI Twin Turbo        | M    | 13  | Dominik Kraihamer    | 2-8      |
| Rebellion Racing      | Rebellion R-One         | AER P60 V6 GDI Twin Turbo        | M    | 13  | Alexandre Imperatori | 2-8      |
| Rebellion Racing      | Rebellion R-One         | AER P60 V6 GDI Twin Turbo        | M    | 13  | Daniel Abt           | 2-8      |
| Porsche Team          | Porsche 919 Hybrid      | Porsche 2.0 L Turbo V4           | M    | 17  | Timo Bernhard        | 1-8      |
| Porsche Team          | Porsche 919 Hybrid      | Porsche 2.0 L Turbo V4           | M    | 17  | Mark Webber          | 1-8      |
| Porsche Team          | Porsche 919 Hybrid      | Porsche 2.0 L Turbo V4           | M    | 17  | Brendon Hartley      | 1-8      |
| Porsche Team          | Porsche 919 Hybrid      | Porsche 2.0 L Turbo V4           | M    | 18  | Marc Lieb            | 1-8      |
| Porsche Team          | Porsche 919 Hybrid      | Porsche 2.0 L Turbo V4           | M    | 18  | Romain Dumas         | 1-8      |
| Porsche Team          | Porsche 919 Hybrid      | Porsche 2.0 L Turbo V4           | M    | 18  | Neel Jani            | 1-8      |
| Porsche Team          | Porsche 919 Hybrid      | Porsche 2.0 L Turbo V4           | M    | 19  | Nico Hulkenberg      | 2-3      |
| Porsche Team          | Porsche 919 Hybrid      | Porsche 2.0 L Turbo V4           | M    | 19  | Nick Tandy           | 2-3      |
| Porsche Team          | Porsche 919 Hybrid      | Porsche 2.0 L Turbo V4           | M    | 19  | Earl Bamber          | 2-3      |
| Nissan Motorsports    | Nissan GT-R LM          | Nissan 3.0L V6 BiTurbo           | M    | 21  | Tsugio Matsuda       | 3        |
| Nissan Motorsports    | Nissan GT-R LM          | Nissan 3.0L V6 BiTurbo           | M    | 21  | Lucas Ordóñes        | 3        |
| Nissan Motorsports    | Nissan GT-R LM          | Nissan 3.0L V6 BiTurbo           | M    | 21  | Alex Buncombe        | 3        |
| Nissan Motorsports    | Nissan GT-R LM          | Nissan 3.0L V6 BiTurbo           | M    | 22  | Harry Tincknell      | 3        |
| Nissan Motorsports    | Nissan GT-R LM          | Nissan 3.0L V6 BiTurbo           | M    | 22  | Olivier Pla          | 3        |
| Nissan Motorsports    | Nissan GT-R LM          | Nissan 3.0L V6 BiTurbo           | M    | 22  | Michael Krumm        | 3        |
| Nissan Motorsports    | Nissan GT-R LM          | Nissan 3.0L V6 BiTurbo           | M    | 23  | Marc Gené            | 3        |
| Nissan Motorsports    | Nissan GT-R LM          | Nissan 3.0L V6 BiTurbo           | M    | 23  | Jann Mardenborough   | 3        |
| Nissan Motorsports    | Nissan GT-R LM          | Nissan 3.0L V6 BiTurbo           | M    | 23  | Max Chilton          | 3        |

| Incrições | Incrições |
| --- | --------- |
| Temporada Completa * Elegível para Campeonato de equipas e Pilotos                                                                 |           |
| Temporada Parcial * Elegível apenas para o Campeonato de Pilotos                                                                   |           |
| Terceiro Carro de Construtor * Elegível para o Campeonato de Pilotos * Elegível apenas para a Pontuação de Construtores em Le Mans |           |

### LMP2
Depois de uma temporada LMP2 em 2014 com apenas quatro carros concorrentes para a temporada completa, a classe recuperou popularidade com dez inscritos para 2015. Mesmo com um aumento no número de carros, a atual campeã da categoria LMP2 SMP Racing e o piloto Russo Sergey Zlobin optou por não voltar, focando o desenvolvimento de seu novo chassis BR01 a Le Mans Series Europeia, tendo garantida apenas a presença na 24 horas de Le Mans. Campeões de 2013 a OAK Racing retorno à série sob sua própria bandeira para o proprietário da equipe e piloto Jacques Nicolet, enquanto sua parceria com a G-Drive Racing que venceu quatro corridas em 2014 se expande a um segundo carro em 2015. Sam Bird substitui Olivier Pla na G-Drive ao lado de Roman Rusinov e Julien Canal, enquanto Gustavo Yacamán, Ricardo González, e Pipo Derani compartilhar o segundo carro. Todas as três inscrições vão utilizar a combinação Ligier JS P2-Nissan, um quarto carro está confirmado para as 24 horas de Le Mans com um motor Honda.
KCMG também permanece na temporada de 2015, substituindo o seu Oreca 03 com o mais recente chassis Oreca 05. Piloto da Porsche Nick Tandy se juntará KCMG durante parte da temporada, quando não estiver no terceiro Porsche LMP1, enquanto Richard Bradley e Matthew Howson remanescentes de 2014. O ex-piloto da Toyota LMP1 Nicolas Lapierre servirá como substituto de Tandy, quando ele não estiver disponível. Strakka Racing, que tinha apresentado uma inscrição de temporada completa em 2014, mas não conseguiu participar depois de atrasos no desenvolvimento de seu chassis Strakka Dome S103, volta para 2015 com um programa inalterado, a equipe será a única equipada com pneus Michelin; o restante das equipes LMP2 estará com pneus Dunlop. Campeões Le Mans Series Europeia a Signatech-Alpine mantém os campeões Nelson Panciatici e Paul-Loup Chatin e adicionando Vincent Capillaire para a equipe. A equipe, que já participou em 2012, terá o apoio da Alpine com o seu chassis A450 baseado no Oreca 03 com motor Nissan.
Morand Racing é mais uma equipe vinda da Le Mans Series Europeia, em parceria com a empresa japonesa SARD em um esforço conjunto para dois carros, usando uma versão atualizada do Morgan LMP2 com motores Judd. O ex-piloto de Fórmula 1 Christian Klien será acompanhado por Koki Saga e Zoël Amberg em um carro, enquanto o campeão da Le Mans Series Europeia Oliver Webb salta de Signatech para Morand SARD com Pierre Ragues, a terceira vaga será ocupada primeiramente pelo ex-piloto da Indycar Tristan Valtier, a partir das 24 horas de Le Mans essa vaga será ocupada pelo campeão do "RACE to 24" Reality Show organizado pela equipe para escolha de um piloto.  A Extreme Speed Motorsports é o único representante Norte-Americano da categoria, passando do United SportsCar Championship ao WEC com seus HPD-Honda. Proprietário da equipe Scott Sharp se junta a Ryan Dalziel, que garantiu um campeonato LMP2 para Starworks Motorsport em 2012, e David Heinemeier Hansson, que ganhou o campeonato de LMGTE-Am entre os pilotos em 2014. O segundo HPD-Honda será tripulado por Johannes van Overbeek, Ed Brown, e ex-campeão Rolex Sports Car Series Jon Fogarty. A equipe que estrearia os novos chassis HPD ARX-04b, iniciará a temporada com os antigos HPD ARX-03b, até que os problemas de homologação do novo chassis sejam resolvidos.
Com aparição confirmada apenas para as 24 horas de Le Mans estão as equipes do Le Mans Series Europeia, SMP Racing com seu novo chassis BR01-Nissan com dois carros, Pegasus Racing com um Morgan-Nissan, atual campeã de Le Mans a Jota Sport com seu renovado Gibson 015S-Nissan, a Norte-Americana Krohn Racing com seu novo Ligier JS P2-Judd, Graves Motorsport com um chassis Gibson 015S-Nissan, Ibañez Racing e Murphy Prototypes com modelos Oreca 03-Nissan e a equipe Thiriet by TDS com o novo Oreca 05.
| Equipe                    | Carro                      | Motor                       | Pneu | No. | Pilotos                  | Corridas |
| ------------------------- | -------------------------- | --------------------------- | ---- | --- | ------------------------ | -------- |
| G-Drive Racing            | Ligier JS P2               | Nissan VK45DE 4.5 L V8      | D    | 26  | Roman Rusinov            | 1-8      |
| G-Drive Racing            | Ligier JS P2               | Nissan VK45DE 4.5 L V8      | D    | 26  | Julien Canal             | 1-8      |
| G-Drive Racing            | Ligier JS P2               | Nissan VK45DE 4.5 L V8      | D    | 26  | Sam Bird                 | 1-8      |
| G-Drive Racing            | Ligier JS P2               | Nissan VK45DE 4.5 L V8      | D    | 28  | Gustavo Yacaman          | 1-8      |
| G-Drive Racing            | Ligier JS P2               | Nissan VK45DE 4.5 L V8      | D    | 28  | Ricardo González         | 1-8      |
| G-Drive Racing            | Ligier JS P2               | Nissan VK45DE 4.5 L V8      | D    | 28  | Pipo Derani              | 1-8      |
| SMP Racing                | BR01                       | Nissan VK45DE 4.5 L V8      | D    | 27  | Maurizio Mediani         | 3        |
| SMP Racing                | BR01                       | Nissan VK45DE 4.5 L V8      | D    | 27  | Nicolas Minassian        | 3        |
| SMP Racing                | BR01                       | Nissan VK45DE 4.5 L V8      | D    | 27  | David Markozov           | 3        |
| SMP Racing                | BR01                       | Nissan VK45DE 4.5 L V8      | D    | 37  | Mikhail Aleshin          | 3        |
| SMP Racing                | BR01                       | Nissan VK45DE 4.5 L V8      | D    | 37  | Anton Ladygin            | 3        |
| SMP Racing                | BR01                       | Nissan VK45DE 4.5 L V8      | D    | 37  | Kirill Ladygin           | 3        |
| Pegasus Racing            | Morgan LMP2                | Nissan VK45DE 4.5 L V8      | D    | 29  | Léo Roussel              | 3        |
| Pegasus Racing            | Morgan LMP2                | Nissan VK45DE 4.5 L V8      | D    | 29  | David Cheng              | 3        |
| Pegasus Racing            | Morgan LMP2                | Nissan VK45DE 4.5 L V8      | D    | 29  | Adderly Fong             | 3        |
| Extreme Speed Motorsports | HPD ARX-03b / Ligier JS P2 | Honda HR28TT 2.8 L V6 Turbo | D    | 30  | Ryan Dalziel             | 1-8      |
| Extreme Speed Motorsports | HPD ARX-03b / Ligier JS P2 | Honda HR28TT 2.8 L V6 Turbo | D    | 30  | Scott Sharp              | 1-8      |
| Extreme Speed Motorsports | HPD ARX-03b / Ligier JS P2 | Honda HR28TT 2.8 L V6 Turbo | D    | 30  | David Heinemeier-Hansson | 1-8      |
| Extreme Speed Motorsports | HPD ARX-03b / Ligier JS P2 | Honda HR28TT 2.8 L V6 Turbo | D    | 31  | Ed Brown                 | 1-8      |
| Extreme Speed Motorsports | HPD ARX-03b / Ligier JS P2 | Honda HR28TT 2.8 L V6 Turbo | D    | 31  | Johannes van Overbeek    | 1-8      |
| Extreme Speed Motorsports | HPD ARX-03b / Ligier JS P2 | Honda HR28TT 2.8 L V6 Turbo | D    | 31  | Jon Fogarty              | 1-8      |
| OAK Racing                | Ligier JS P2               | Honda HR28TT 2.8 L Turbo V6 | D    | 34  | Chris Cumming            | 3        |
| OAK Racing                | Ligier JS P2               | Honda HR28TT 2.8 L Turbo V6 | D    | 34  | Kévin Estre              | 3        |
| OAK Racing                | Ligier JS P2               | Honda HR28TT 2.8 L Turbo V6 | D    | 34  | Laurens Vanthoor         | 3        |
| OAK Racing                | Ligier JS P2               | Nissan VK45DE 4.5 L V8      | D    | 35  | Jacques Nicolet          | 1-8      |
| OAK Racing                | Ligier JS P2               | Nissan VK45DE 4.5 L V8      | D    | 35  | Jean-Marc Merlin         | 1-8      |
| OAK Racing                | Ligier JS P2               | Nissan VK45DE 4.5 L V8      | D    | 35  | Erik Maris               | 1-8      |
| Signatech-Alpine          | Alpine A450b               | Nissan VK45DE 4.5 L V8      | D    | 36  | Nelson Panciatici        | 1-8      |
| Signatech-Alpine          | Alpine A450b               | Nissan VK45DE 4.5 L V8      | D    | 36  | Paul-Loup Chatin         | 1-8      |
| Signatech-Alpine          | Alpine A450b               | Nissan VK45DE 4.5 L V8      | D    | 36  | Vincent Capillaire       | 1-8      |
| Jota Sport                | Gibson 015S                | Nissan VK45DE 4.5 L V8      | D    | 38  | Simon Dolan              | 3        |
| Jota Sport                | Gibson 015S                | Nissan VK45DE 4.5 L V8      | D    | 38  | Filipe Albuquerque       | 3        |
| Jota Sport                | Gibson 015S                | Nissan VK45DE 4.5 L V8      | D    | 38  | Mitch Evans              | 3        |
| / Team SARD-Morand        | Morgan LMP2 evo            | SARD Judd HK 3.6 L V8       | D    | 39  | Christian Klien          | 1-8      |
| / Team SARD-Morand        | Morgan LMP2 evo            | SARD Judd HK 3.6 L V8       | D    | 39  | Koki Saga                | 1-8      |
| / Team SARD-Morand        | Morgan LMP2 evo            | SARD Judd HK 3.6 L V8       | D    | 39  | Zoël Amberg              | 1-8      |
| / Team SARD-Morand        | Morgan LMP2 evo            | SARD Judd HK 3.6 L V8       | D    | 43  | Oliver Webb              | 1-8      |
| / Team SARD-Morand        | Morgan LMP2 evo            | SARD Judd HK 3.6 L V8       | D    | 43  | Pierre Ragues            | 1-8      |
| / Team SARD-Morand        | Morgan LMP2 evo            | SARD Judd HK 3.6 L V8       | D    | 43  | Tristan Vautier          | 1-2      |
| / Team SARD-Morand        | Morgan LMP2 evo            | SARD Judd HK 3.6 L V8       | D    | 43  | por anunciar             | 3-8      |
| Krohn Racing              | Ligier JS P2               | Judd HK 3.6 L V8            | M    | 40  | Tracy Krohn              | 3        |
| Krohn Racing              | Ligier JS P2               | Judd HK 3.6 L V8            | M    | 40  | Niclas Jönsson           | 3        |
| Krohn Racing              | Ligier JS P2               | Judd HK 3.6 L V8            | M    | 40  | Oswaldo Negri Jr.        | 3        |
| Greaves Motorsport        | Gibson 015S                | Nissan VK45DE 4.5 L V8      | D    | 41  | Johnny Mowlem            | 3        |
| Greaves Motorsport        | Gibson 015S                | Nissan VK45DE 4.5 L V8      | D    | 41  | por anunciar             | 3        |
| Greaves Motorsport        | Gibson 015S                | Nissan VK45DE 4.5 L V8      | D    | 41  | por anunciar             | 3        |
| Strakka Racing            | Strakka - Dome S103        | Nissan VK45DE 4.5 L V8      | M    | 42  | Nick Levantis            | 1-8      |
| Strakka Racing            | Strakka - Dome S103        | Nissan VK45DE 4.5 L V8      | M    | 42  | Danny Watts              | 1-8      |
| Strakka Racing            | Strakka - Dome S103        | Nissan VK45DE 4.5 L V8      | M    | 42  | Johnny Kane              | 1-8      |
| Ibañez Racing             | Oreca 03R                  | Nissan VK45DE 4.5 L V8      | D    | 45  | José Ibañes              | 3        |
| Ibañez Racing             | Oreca 03R                  | Nissan VK45DE 4.5 L V8      | D    | 45  | por anunciar             | 3        |
| Ibañez Racing             | Oreca 03R                  | Nissan VK45DE 4.5 L V8      | D    | 45  | por anunciar             | 3        |
| Thiriet by TDS Racing     | Oreca 05                   | Nissan VK45DE 4.5 L V8      | D    | 46  | Ludovic Badey            | 3        |
| Thiriet by TDS Racing     | Oreca 05                   | Nissan VK45DE 4.5 L V8      | D    | 46  | Pierre Thiriet           | 3        |
| Thiriet by TDS Racing     | Oreca 05                   | Nissan VK45DE 4.5 L V8      | D    | 46  | por anunciar             | 3        |
| KCMG                      | Oreca 05                   | Nissan VK45DE 4.5 L V8      | D    | 47  | Matthew Howson           | 1-8      |
| KCMG                      | Oreca 05                   | Nissan VK45DE 4.5 L V8      | D    | 47  | Richard Bradley          | 1-8      |
| KCMG                      | Oreca 05                   | Nissan VK45DE 4.5 L V8      | D    | 47  | Nick Tandy               | 1,4-8    |
| KCMG                      | Oreca 05                   | Nissan VK45DE 4.5 L V8      | D    | 47  | Nicolas Lapierre         | 2-3      |
| Murphy Prototypes         | Oreca 03R                  | Nissan VK45DE 4.5 L V8      | D    | 48  | Nathanaël Berthon        | 3        |
| Murphy Prototypes         | Oreca 03R                  | Nissan VK45DE 4.5 L V8      | D    | 48  | por anunciar             | 3        |
| Murphy Prototypes         | Oreca 03R                  | Nissan VK45DE 4.5 L V8      | D    | 48  | por anunciar             | 3        |

### LMGTE Pro
A categoria LMGTE Pro permanece praticamente inalterada em relação a 2014, com Porsche, Ferrari, Aston Martin e continuam a ser os únicos fabricantes envolvidos na temporada completa. Ferraris dos três vezes campeões LMGTE AF Corse terá um line-up idêntico com Gianmaria Bruni e Toni Vilander defender seus títulos no carro 51, enquanto James Calado e Davide Rigon permanecem no segundo Ferrari. Porsche da equipe Manthey também mantém os mesmos pilotos para seus dois carros praticamente inalteradas. Frédéric Makowiecki, Patrick Pilet, e Wolf Henzler compartilhar o No. 92, enquanto Jörg Bergmeister e Richard Lietz permanecer no No. 91. Michael Christensen é o recém-chegado ao n.º 91, substituindo o promovido Nick Tandy. Aston Martin Racing expande seu esforço para três carros para 2015. O total-dinamarquês line-up de Nicki Thiim e Christoffer Nygaard e o estreante Marco Sørensen. Robert Bell assume lugar de Bruno Senna ao lado de Stefan Mücke e Darren Turner, enquanto Alex MacDowall e Fernando Rees tem um novo companheiro, Richie Stanaway promovido do line-up LMGTE Am do Aston Martin da temporada anterior. Do United Sportscar Championship a equipe Corvette como há muito tempo garante a participação apenas nas 24 horas de Le Mans.
| Equipe               | Carro                    | Motor                    | Pneu | No. | Pilotos              | Corridas     |
| -------------------- | ------------------------ | ------------------------ | ---- | --- | -------------------- | ------------ |
| AF Corse             | Ferrari 458              | Ferrari 4.5 L V8         | M    | 51  | Gianmaria Bruni      | 1-8          |
| AF Corse             | Ferrari 458              | Ferrari 4.5 L V8         | M    | 51  | Toni Vilander        | 1-8          |
| AF Corse             | Ferrari 458              | Ferrari 4.5 L V8         | M    | 51  | Giancarlo Fisichella | 3            |
| AF Corse             | Ferrari 458              | Ferrari 4.5 L V8         | M    | 71  | Davide Rigon         | 1-8          |
| AF Corse             | Ferrari 458              | Ferrari 4.5 L V8         | M    | 71  | James Calado         | 1-8          |
| AF Corse             | Ferrari 458              | Ferrari 4.5 L V8         | M    | 71  | Oliver Beretta       | 3            |
| Corvette Racing      | Chevrolet Corvette C7.R  | Chevrolet LT5.5 5.5 L V8 | M    | 63  | Jan Magnussen        | 3            |
| Corvette Racing      | Chevrolet Corvette C7.R  | Chevrolet LT5.5 5.5 L V8 | M    | 63  | Antonio García       | 3            |
| Corvette Racing      | Chevrolet Corvette C7.R  | Chevrolet LT5.5 5.5 L V8 | M    | 63  | Ryan Briscoe         | 3            |
| Corvette Racing      | Chevrolet Corvette C7.R  | Chevrolet LT5.5 5.5 L V8 | M    | 64  | Olivier Gavin        | 3            |
| Corvette Racing      | Chevrolet Corvette C7.R  | Chevrolet LT5.5 5.5 L V8 | M    | 64  | Tommy Milner         | 3            |
| Corvette Racing      | Chevrolet Corvette C7.R  | Chevrolet LT5.5 5.5 L V8 | M    | 64  | Jordan Taylor        | 3            |
| Porsche Team Manthey | Porsche 911 RSR          | Porsche 4.0 L Flat-6     | M    | 91  | Richard Lietz        | 1-8          |
| Porsche Team Manthey | Porsche 911 RSR          | Porsche 4.0 L Flat-6     | M    | 91  | Michael Christensen  | 1-8          |
| Porsche Team Manthey | Porsche 911 RSR          | Porsche 4.0 L Flat-6     | M    | 91  | Jörg Bergmeister     | por anunciar |
| Porsche Team Manthey | Porsche 911 RSR          | Porsche 4.0 L Flat-6     | M    | 92  | Frédéric Makowiecki  | 1-8          |
| Porsche Team Manthey | Porsche 911 RSR          | Porsche 4.0 L Flat-6     | M    | 92  | Patrick Pilet        | 1-8          |
| Porsche Team Manthey | Porsche 911 RSR          | Porsche 4.0 L Flat-6     | M    | 92  | Wolf Henzler         | por anunciar |
| Porsche Team Manthey | Porsche 911 RSR          | Porsche 4.0 L Flat-6     | M    | 92  | Sven Müller          | por anunciar |
| Aston Martin Racing  | Aston Martin Vantage GTE | Aston Martin 4.5 L V8    | M    | 95  | Nicki Thiim          | 1-8          |
| Aston Martin Racing  | Aston Martin Vantage GTE | Aston Martin 4.5 L V8    | M    | 95  | Christoffer Nygaard  | 1-8          |
| Aston Martin Racing  | Aston Martin Vantage GTE | Aston Martin 4.5 L V8    | M    | 95  | Marco Sørensen       | 1-8          |
| Aston Martin Racing  | Aston Martin Vantage GTE | Aston Martin 4.5 L V8    | M    | 97  | Darren Turner        | 1-8          |
| Aston Martin Racing  | Aston Martin Vantage GTE | Aston Martin 4.5 L V8    | M    | 97  | Stefan Mücke         | 1-8          |
| Aston Martin Racing  | Aston Martin Vantage GTE | Aston Martin 4.5 L V8    | M    | 97  | Robert Bell          | por anunciar |
| Aston Martin Racing  | Aston Martin Vantage GTE | Aston Martin 4.5 L V8    | M    | 99  | Fernando Rees        | 1-8          |
| Aston Martin Racing  | Aston Martin Vantage GTE | Aston Martin 4.5 L V8    | M    | 99  | Alex MacDowall       | 1-8          |
| Aston Martin Racing  | Aston Martin Vantage GTE | Aston Martin 4.5 L V8    | M    | 99  | Richie Stanaway      | 1-8          |

### LMGTE Am
A LMGTE Am apresenta equipes que têm experiência no WEC. Aston Martin Racing mantém a sua entrada para dois carros, com Paul Dalla Lana, Pedro Lamy e o estreante Mathias Lauda, Roald Goethe e Stuart Hall voltam à série pela primeira vez desde 2013, com a adição de Campeão Europeu FIA GT3 Francesco Castellacci. AF Corse também permanece na categoria, passando de dois carros em 2014 para apenas um único carro para 2015 em temporada completa. François Perrodo e Emmanuel Collard vêem da equipe Prospeed Competition Porsche partiu para fazer campanha na Ferrari da AF Corse ao lado de Rui Águas. Proton Racing mantém sua entrada com Christian Ried, Klaus Bachler, e Khaled Al Qubaisi, enquanto um segundo Porsche é adicionado à lista para o ator Patrick Dempsey ao lado dos pilotos de fábrica da Porsche Patrick Long e Marco Seefried. SMP Racing permanece no campeonato, apesar de não defender o seu título de campeão LMP2. Viktor Shaitar se move a partir do programa LMP2 a Ferrari da equipe e estará acompanhado pelo recém-chegado à série Aleksey Basov e Andrea Bertolini. Campeões 2012 LMGTE Am a Larbre competição retorna à série pela primeira vez desde 2013, sendo a primeira equipe cliente dos novos Chevrolet Corvette C7.R. Gianluca Roda e Paolo Ruberti se juntam à equipe depois de estarem na 8Stars Motorsports que não retorna à série, juntamente com o campeão 2014 LMGTE Am Kristian Poulsen.
| Equipe                  | Carro                    | Motor                 | Pneu         | No. | Pilotos               | Corridas |
| ----------------------- | ------------------------ | --------------------- | ------------ | --- | --------------------- | -------- |
| Larbre Compétition      | Chevrolet Corvette C7.R  | Chevrolet 5.5 L V8    | M            | 50  | Gianluca Roda         | 1-8      |
| Larbre Compétition      | Chevrolet Corvette C7.R  | Chevrolet 5.5 L V8    | M            | 50  | Paolo Ruberti         | 1-8      |
| Larbre Compétition      | Chevrolet Corvette C7.R  | Chevrolet 5.5 L V8    | M            | 50  | Kristian Poulsen      | 1-8      |
| Scuderia Corsa          | Ferrari 458 Italia       | Ferrari 4.5 L V8      | por anunciar | 62  | Townsend Bell         | 3        |
| Scuderia Corsa          | Ferrari 458 Italia       | Ferrari 4.5 L V8      | por anunciar | 62  | Bill Sweedler         | 3        |
| Scuderia Corsa          | Ferrari 458 Italia       | Ferrari 4.5 L V8      | por anunciar | 62  | por anunciar          | 3        |
| JMW Motorsport          | Ferrari 458 Italia       | Ferrari 4.5 L V8      | D            | 66  | George Richardson     | 3        |
| JMW Motorsport          | Ferrari 458 Italia       | Ferrari 4.5 L V8      | D            | 66  | Robert Smith          | 3        |
| JMW Motorsport          | Ferrari 458 Italia       | Ferrari 4.5 L V8      | D            | 66  | Sam Tordoff           | 3        |
| Team AAI                | Ferrari 458 Italia       | Ferrari 4.5 L V8      | M            | 67  | Jun-San Chen          | 3        |
| Team AAI                | Ferrari 458 Italia       | Ferrari 4.5 L V8      | M            | 67  | por anunciar          | 3        |
| Team AAI                | Ferrari 458 Italia       | Ferrari 4.5 L V8      | M            | 67  | por anunciar          | 3        |
| Team AAI                | Ferrari 458 Italia       | Ferrari 4.5 L V8      | M            | 68  | Han-Chen Chen         | 3        |
| Team AAI                | Ferrari 458 Italia       | Ferrari 4.5 L V8      | M            | 68  | por anunciar          | 3        |
| Team AAI                | Ferrari 458 Italia       | Ferrari 4.5 L V8      | M            | 68  | por anunciar          | 3        |
| SMP Racing              | Ferrari 458 Italia       | Ferrari 4.5 L V8      | D            | 72  | Aleksey Basov         | 1-8      |
| SMP Racing              | Ferrari 458 Italia       | Ferrari 4.5 L V8      | D            | 72  | Viktor Shaitar        | 1-8      |
| SMP Racing              | Ferrari 458 Italia       | Ferrari 4.5 L V8      | D            | 72  | Andrea Bertolini      | 1-8      |
| Dempsey-Proton Racing   | Porsche 911 RSR          | Porsche 4.0 L Flat-6  | M            | 77  | Patrick Dempsey       | 1-8      |
| Dempsey-Proton Racing   | Porsche 911 RSR          | Porsche 4.0 L Flat-6  | M            | 77  | Patrick Long          | 1-8      |
| Dempsey-Proton Racing   | Porsche 911 RSR          | Porsche 4.0 L Flat-6  | M            | 77  | Marco Seefried        | 1-8      |
| AF Corse                | Ferrari 458 Italia       | Ferrari 4.5 L V8      | M            | 55  | Duncan Cameron        | 3        |
| AF Corse                | Ferrari 458 Italia       | Ferrari 4.5 L V8      | M            | 55  | Alex Mortimer         | 3        |
| AF Corse                | Ferrari 458 Italia       | Ferrari 4.5 L V8      | M            | 55  | Matt Griffin          | 3        |
| AF Corse                | Ferrari 458 Italia       | Ferrari 4.5 L V8      | M            | 61  | Peter Ashley Mann     | 3        |
| AF Corse                | Ferrari 458 Italia       | Ferrari 4.5 L V8      | M            | 61  | por anunciar          | 3        |
| AF Corse                | Ferrari 458 Italia       | Ferrari 4.5 L V8      | M            | 61  | por anunciar          | 3        |
| AF Corse                | Ferrari 458 Italia       | Ferrari 4.5 L V8      | M            | 83  | François Perrodo      | 1-8      |
| AF Corse                | Ferrari 458 Italia       | Ferrari 4.5 L V8      | M            | 83  | Emmanuel Collard      | 1-8      |
| AF Corse                | Ferrari 458 Italia       | Ferrari 4.5 L V8      | M            | 83  | Rui Águas             | 1-8      |
| Abu Dhabi-Proton Racing | Porsche 911 RSR          | Porsche 4.0 L Flat-6  | M            | 88  | Christian Ried        | 1-8      |
| Abu Dhabi-Proton Racing | Porsche 911 RSR          | Porsche 4.0 L Flat-6  | M            | 88  | Klaus Bachler         | 1-8      |
| Abu Dhabi-Proton Racing | Porsche 911 RSR          | Porsche 4.0 L Flat-6  | M            | 88  | Khaled Al Qubaisi     | 1-8      |
| Aston Martin Racing     | Aston Martin Vantage GTE | Aston Martin 4.5 L V8 | M            | 96  | Roald Goethe          | 1-8      |
| Aston Martin Racing     | Aston Martin Vantage GTE | Aston Martin 4.5 L V8 | M            | 96  | Stuart Hall           | 1-8      |
| Aston Martin Racing     | Aston Martin Vantage GTE | Aston Martin 4.5 L V8 | M            | 96  | Francesco Castellacci | 1-8      |
| Aston Martin Racing     | Aston Martin Vantage GTE | Aston Martin 4.5 L V8 | M            | 98  | Paul Dalla Lana       | 1-8      |
| Aston Martin Racing     | Aston Martin Vantage GTE | Aston Martin 4.5 L V8 | M            | 98  | Pedro Lamy            | 1-8      |
| Aston Martin Racing     | Aston Martin Vantage GTE | Aston Martin 4.5 L V8 | M            | 98  | Mathias Lauda         | 1-8      |

## Resultados e classificações

### Vencedores
Esta listagem contempla o participante no Campeoanto Mundial que terminou a corrida em melhor posição. As provas podem ter sido vencidas por equipas convidadas.
| Rd. | Circuito          | LMP1                                          | LMP2                                             | LMGTE Pro                                    | LMGTE Am                                      |
| --- | ----------------- | --------------------------------------------- | ------------------------------------------------ | -------------------------------------------- | --------------------------------------------- |
| 1   | Silverstone       | No. 7 Audi Sport Team Joest                   | No. 26 G-Drive Racing                            | No. 51 AF Corse                              | No. 98 Aston Martin Racing                    |
| 1   | Silverstone       | André Lotterer Marcel Fässler Benoît Tréluyer | Roman Rusinov Julien Canal Sam Bird              | Gianmaria Bruni Toni Vilander                | Paul Dalla Lana Pedro Lamy Mathias Lauda      |
| 2   | Spa-Francorchamps | No. 7 Audi Sport Team Joest                   | No. 28 G-Drive Racing*                           | No. 99 Aston Martin Racing V8                | No. 98 Aston Martin Racing                    |
| 2   | Spa-Francorchamps | André Lotterer Marcel Fässler Benoît Tréluyer | Gustavo Yacamán Ricardo González Pipo Derani     | Fernando Rees Alex MacDowall Richie Stanaway | Paul Dalla Lana Pedro Lamy Mathias Lauda      |
| 3   | Le Mans           | No. 19 Porsche Team                           | No. 47 KCMG                                      | No. 71 AF Corse*                             | No. 72 SMP Racing                             |
| 3   | Le Mans           | Nico Hülkenberg Earl Bamber Nick Tandy        | Matthew Howson Richard Bradley Nicholas Lapierre | Davide Rigon James Calado Olivier Beretta    | Viktor Shaitar Aleksey Basov Andrea Bertolini |
| 4   | Nürburgring       | No. 17 Porsche Team                           | No. 47 KCMG                                      | No. 91 Porsche Team Manthey                  | No. 72 SMP Racing                             |
| 4   | Nürburgring       | Timo Bernhard Mark Webber Brendon Hartley     | Matthew Howson Richard Bradley Nick Tandy        | Richard Lietz Michael Christensen            | Viktor Shaitar Aleksey Basov Andrea Bertolini |
| 5   | Austin            | No. 17 Porsche Team                           | No. 26 G-Drive Racing                            | No. 91 Porsche Team Manthey                  | No. 72 SMP Racing                             |
| 5   | Austin            | Timo Bernhard Mark Webber Brendon Hartley     | Roman Rusinov Julien Canal Sam Bird              | Richard Lietz Michael Christensen            | Viktor Shaitar Aleksey Basov Andrea Bertolini |
| 6   | Fuji              | No. 17 Porsche Team                           | No. 26 G-Drive Racing                            | No. 51 AF Corse                              | No. 77 Dempsey Racing-Proton                  |
| 6   | Fuji              | Timo Bernhard Mark Webber Brendon Hartley     | Roman Rusinov Julien Canal Sam Bird              | Gianmaria Bruni Toni Vilander                | Patrick Dempsey Patrick Long Marco Seefried   |
| 7   | Shanghai          | No. 17 Porsche Team                           | No. 36 Signatech Alpine                          | No. 91 Porsche Team Manthey                  | No. 83 AF Corse                               |
| 7   | Shanghai          | Timo Bernhard Mark Webber Brendon Hartley     | Nelson Panciatici Paul-Loup Chatin Tom Dillmann  | Richard Lietz Michael Christensen            | François Perrodo Emmanuel Collard Rui Águas   |
| 8   | Barém             | No. 18 Porsche Team                           | No. 26 G-Drive Racing                            | No. 92 Porsche Team Manthey                  | No. 98 Aston Martin Racing                    |
| 8   | Barém             | Marc Lieb Romain Dumas Neel Jani              | Roman Rusinov Julien Canal Sam Bird              | Frédéric Makowiecki Patrick Pilet            | Paul Dalla Lana Pedro Lamy Mathias Lauda      |

* - Melhor classificado do Campeonato Mundial
Para conquistar pontos, as equipas têm de completar o tempo total da corrida e no mínimo 70% da distância percorrida pelo vencedor da geral. Um ponto de bónus é atribuído à equipa e pilotos que obtenham a pole position na qualificação de cada categoria. Para as 24 Horas de Le Mans, os pontos da corrida são a dobrar. Para que possam ser atribuídos pontos, numa corrida no mínimo 3 voltas têm de ser disputadas com bandeira verde.
| Sistema de pontuação | Sistema de pontuação | Sistema de pontuação | Sistema de pontuação | Sistema de pontuação | Sistema de pontuação | Sistema de pontuação | Sistema de pontuação | Sistema de pontuação | Sistema de pontuação | Sistema de pontuação | Sistema de pontuação  |
| Posição              | 1.º                  | 2.º                  | 3.º                  | 4.º                  | 5.º                  | 6.º                  | 7.º                  | 8.º                  | 9.º                  | 10.º                 | outras classificações |
| -------------------- | -------------------- | -------------------- | -------------------- | -------------------- | -------------------- | -------------------- | -------------------- | -------------------- | -------------------- | -------------------- | --------------------- |
| pontos               | 25                   | 18                   | 15                   | 12                   | 10                   | 8                    | 6                    | 4                    | 2                    | 1                    | 0.5                   |

### Classificações pilotos
Foram atribuídos cinco títulos de pilotos na temporada de 2015. O Campeonato Mundial é atribuído a pilotos das categorias LMP1 e LMP2 enquanto a Taça do Mundo de Resistência para Pilotos está reservada aos pilotos da categoria LMGTE. Adicionalmente existem 3 Troféus FIA de Resistência para pilotos nas categorias LMP2 E LMGTE Am bem como para os privados da categoria LMP1.

#### Campeonato do Mundo de Resitência para pilotos
| Pos. | Piloto             | Equipa                | SIL | SPA | LMS | NÜR | COA | FUJ | SHA | BAR | Total pontos |
| ---- | ------------------ | --------------------- | --- | --- | --- | --- | --- | --- | --- | --- | ------------ |
| 1    | Timo Bernhard      | Porsche Team          | Ret | 3   | 2   | 1   | 1   | 1   | 1   | 5   | 166          |
| 1    | Mark Webber        | Porsche Team          | Ret | 3   | 2   | 1   | 1   | 1   | 1   | 5   | 166          |
| 1    | Brendon Hartley    | Porsche Team          | Ret | 3   | 2   | 1   | 1   | 1   | 1   | 5   | 166          |
| 2    | André Lotterer     | Audi Sport Team Joest | 1   | 1   | 3   | 3   | 2   | 3   | 3   | 2   | 161          |
| 2    | Marcel Fässler     | Audi Sport Team Joest | 1   | 1   | 3   | 3   | 2   | 3   | 3   | 2   | 161          |
| 2    | Benoît Tréluyer    | Audi Sport Team Joest | 1   | 1   | 3   | 3   | 2   | 3   | 3   | 2   | 161          |
| 3    | Marc Lieb          | Porsche Team          | 2   | 2   | 5   | 2   | 12  | 2   | 2   | 1   | 138.5        |
| 3    | Romain Dumas       | Porsche Team          | 2   | 2   | 5   | 2   | 12  | 2   | 2   | 1   | 138.5        |
| 3    | Neel Jani          | Porsche Team          | 2   | 2   | 5   | 2   | 12  | 2   | 2   | 1   | 138.5        |
| 4    | Loïc Duval         | Audi Sport Team Joest | 5   | 7   | 4   | 4   | 3   | 4   | 4   | 6   | 99           |
| 4    | Lucas di Grassi    | Audi Sport Team Joest | 5   | 7   | 4   | 4   | 3   | 4   | 4   | 6   | 99           |
| 4    | Oliver Jarvis      | Audi Sport Team Joest | 5   | 7   | 4   | 4   | 3   | 4   | 4   | 6   | 99           |
| 5    | Anthony Davidson   | Toyota Racing         | 3   | 8   | 8   | 5   | 4   | 5   | 6   | 4   | 79           |
| 5    | Sébastien Buemi    | Toyota Racing         | 3   | 8   | 8   | 5   | 4   | 5   | 6   | 4   | 79           |
| 6    | Alexander Wurz     | Toyota Racing         | 4   | 5   | 6   | 6   | Ret | 6   | 5   | 3   | 79           |
| 6    | Mike Conway        | Toyota Racing         | 4   | 5   | 6   | 6   | Ret | 6   | 5   | 3   | 79           |
| 6    | Stéphane Sarrazin  | Toyota Racing         | 4   | 5   | 6   | 6   | Ret | 6   | 5   | 3   | 79           |
| 7    | Kazuki Nakajima    | Toyota Racing         | 3   | WD  | 8   | 5   | 4   | 5   | 6   | 4   | 75           |
| 8    | Nick Tandy         | KCMG                  | 9   |     |     | 7   |     | Ret | 11  | 8   | 70.5         |
| 8    | Nick Tandy         | Porsche Team          |     | 6   | 1   |     |     |     |     |     | 70.5         |
| 9    | Earl Bamber        | Porsche Team          |     | 6   | 1   |     |     |     |     |     | 58           |
| 9    | Nico Hülkenberg    | Porsche Team          |     | 6   | 1   |     |     |     |     |     | 58           |
| 10   | Roman Rusinov      | G-Drive Racing        | 6   | 17  | 10  | 8   | 5   | 9   | 10  | 7   | 33.5         |
| 10   | Julien Canal       | G-Drive Racing        | 6   | 17  | 10  | 8   | 5   | 9   | 10  | 7   | 33.5         |
| 10   | Sam Bird           | G-Drive Racing        | 6   | 17  | 10  | 8   | 5   | 9   | 10  | 7   | 33.5         |
| 11   | Matthew Howson     | KCMG                  | 9   | 11  | 9   | 7   | 6   | Ret | 11  | 8   | 25           |
| 11   | Richard Bradley    | KCMG                  | 9   | 11  | 9   | 7   | 6   | Ret | 11  | 8   | 25           |
| 12   | Filipe Albuquerque | Audi Sport Team Joest |     | 4   | 7   |     |     |     |     |     | 24           |
| 12   | Marco Bonanomi     | Audi Sport Team Joest |     | 4   | 7   |     |     |     |     |     | 24           |
| 12   | René Rast          | Audi Sport Team Joest |     | 4   | 7   |     |     |     |     |     | 24           |
| Pos. | Piloto             | Equipa                | SIL | SPA | LMS | NÜR | COA | FUJ | SHA | BAR | Total pontos |

| Cor      | Resultado            |
| -------- | -------------------- |
| Ouro     | Vencedor             |
| Prata    | 2º lugar             |
| Bronze   | 3º lugar             |
| Verde    | Terminou, nos pontos |
| Azul     | Terminou, sem pontos |
| Púrpura  | Retirou-se (Ret)     |
| Vermelho | Não qualificado (NQ) |
| Preto    | Desqualificado (DSQ) |
| Branco   | Não largou (NL)      |
| Sem cor  | Não participou (NP)  |
| Sem cor  | Lesionado (Les)      |
| Sem cor  | Excluído (EX)        |

#### Taça do Mundo de Resistência para pilotos de GT
| Pos. | Piloto              | Equipa                 | SIL | SPA | LMS | NÜR | COA | FUJ | SHA | BAR | Total pontos |
| ---- | ------------------- | ---------------------- | --- | --- | --- | --- | --- | --- | --- | --- | ------------ |
| 1    | Richard Lietz       | Porsche Team Manthey   | 2   | 2   | 7   | 1   | 1   | 4   | 1   | 5   | 145          |
| 2    | Gianmaria Bruni     | AF Corse               | 1   | 4   | 4   | 14  | 7   | 1   | 2   | 2   | 131.5        |
| 2    | Toni Vilander       | AF Corse               | 1   | 4   | 4   | 14  | 7   | 1   | 2   | 2   | 131.5        |
| 3    | Michael Christensen | Porsche Team Manthey   | 2   |     | 7   | 1   | 1   | 4   | 1   | 5   | 127          |
| 4    | Davide Rigon        | AF Corse               | 3   | 7   | 2   | 3   | 3   | 3   | 4   | 6   | 123          |
| 4    | James Calado        | AF Corse               | 3   | 7   | 2   | 3   | 3   | 3   | 4   | 6   | 123          |
| 5    | Frédéric Makowiecki | Porsche Team Manthey   | 7   | 2   | Ret | 2   | 2   | 2   | 3   | 1   | 118          |
| 6    | Patrick Pilet       | Porsche Team Manthey   | 7   |     | Ret | 2   | 2   | 2   | 3   | 1   | 100          |
| 7    | Fernando Rees       | Aston Martin Racing V8 | 6   | 1   | 9   | 5   | 4   | 7   | 5   | 7   | 84           |
| 7    | Alex MacDowall      | Aston Martin Racing V8 | 6   | 1   | 9   | 5   | 4   | 7   | 5   | 7   | 84           |
| 8    | Christoffer Nygaard | Aston Martin Racing    | 4   | 6   | 6   | 4   | 5   | 5   |     | 4   | 81           |
| 8    | Marco Sørensen      | Aston Martin Racing    | 4   | 6   | 6   | 4   | 5   | 5   |     | 4   | 81           |
| 9    | Richie Stanaway     | Aston Martin Racing V8 | 6   | 1   | 9   | 5   | 4   |     | 5   | 7   | 78           |
| 10   | Darren Turner       | Aston Martin Racing    | 5   | 5   | Ret | 6   | 6   | 6   | 6   | 3   | 67           |
| 11   | Aleksey Basov       | SMP Racing             | 10  | 10  | 1   | 7   | 8   | 13  | 9   | 12  | 65           |
| 11   | Viktor Shaitar      | SMP Racing             | 10  | 10  | 1   | 7   | 8   | 13  | 9   | 12  | 65           |
| 11   | Andrea Bertolini    | SMP Racing             | 10  | 10  | 1   | 7   | 8   | 13  | 9   | 12  | 65           |
| 12   | Jonathan Adam       | Aston Martin Racing    |     |     |     | 6   | 6   | 6   | 6   | 3   | 47           |
| Pos. | Piloto              | Equipa                 | SIL | SPA | LMS | NÜR | COA | FUJ | SHA | BAR | Total pontos |

#### Tropéu Pilotos de equipas LMP1 Privadas
| Pos. | Piloto               | Equipa           | SIL | SPA | LMS | NÜR | COA | FUJ | SHA | BAR | Total pontos |
| ---- | -------------------- | ---------------- | --- | --- | --- | --- | --- | --- | --- | --- | ------------ |
| 1    | Nicolas Prost        | Rebellion Racing |     |     | 2   | 2   | 3   | 1   | 1   | 3   | 134          |
| 1    | Mathias Beche        | Rebellion Racing |     |     | 2   | 2   | 3   | 1   | 1   | 3   | 134          |
| 2    | Alexandre Imperatori | Rebellion Racing |     |     | 1   | Ret | 2   | 3   | Ret | 1   | 108          |
| 2    | Dominik Kraihamer    | Rebellion Racing |     |     | 1   | Ret | 2   | 3   | Ret | 1   | 108          |
| 3    | Simon Trummer        | Team ByKolles    | Ret | Ret | EX  | 1   | 1   | 2   | 2   | 2   | 104          |
| 3    | Pierre Kaffer        | Team ByKolles    |     |     | EX  | 1   | 1   | 2   | 2   | 2   | 104          |
| 3    | Daniel Abt           | Rebellion Racing |     |     | 1   | Ret | 2   | 3   |     |     | 83           |
| 4    | Nick Heidfeld        | Rebellion Racing |     |     | 2   | 2   | 3   |     |     |     | 69           |
| 5    | Mathéo Tuscher       | Rebellion Racing |     |     |     |     |     |     | Ret | 1   | 25           |

#### FIA Endurance Trophy para pilotos LMP2
| Pos. | Piloto            | Equipa           | SIL | SPA | LMS | NÜR | COA | FUJ | SHA | BAR | Total pontos |
| ---- | ----------------- | ---------------- | --- | --- | --- | --- | --- | --- | --- | --- | ------------ |
| 1    | Roman Rusinov     | G-Drive Racing   | 1   | 9   | 2   | 2   | 1   | 1   | 2   | 1   | 178          |
| 1    | Julien Canal      | G-Drive Racing   | 1   | 9   | 2   | 2   | 1   | 1   | 2   | 1   | 178          |
| 1    | Sam Bird          | G-Drive Racing   | 1   | 9   | 2   | 2   | 1   | 1   | 2   | 1   | 178          |
| 2    | Matthew Howson    | KCMG             | 4   | 3   | 1   | 1   | 2   | Ret | 3   | 2   | 155          |
| 2    | Richard Bradley   | KCMG             | 4   | 3   | 1   | 1   | 2   | Ret | 3   | 2   | 155          |
| 3    | Gustavo Yacamán   | G-Drive Racing   | 2   | 1   | 3   | 3   | 3   | 3   | Ret | 3   | 134          |
| 3    | Ricardo González  | G-Drive Racing   | 2   | 1   | 3   | 3   | 3   | 3   | Ret | 3   | 134          |
| 3    | Pipo Derani       | G-Drive Racing   | 2   | 1   | 3   | 3   | 3   | 3   | Ret | 3   | 134          |
| 4    | Nelson Panciatici | Signatech Alpine | Ret | 4   | Ret | 5   | 6   | 2   | 1   | 4   | 86           |
| 4    | Paul-Loup Chatin  | Signatech Alpine | Ret | 4   | Ret | 5   | 6   | 2   | 1   | 4   | 86           |
| 5    | Nicolas Lapierre  | KCMG             |     | 3   | 1   |     | 2   |     |     |     | 84           |
| 6    | Nick Tandy        | KCMG             | 4   |     |     | 1   |     | Ret | 3   | 2   | 71           |
| 7    | Oliver Webb       | Team SARD Morand |     | 2   | Ret | 4   | 5   | 5   | 4   | 6   | 70           |
| 7    | Pierre Ragues     | Team SARD Morand |     | 2   | Ret | 4   | 5   | 5   | 4   | 6   | 70           |

#### FIA Endurance Trophy para pilotos LMGTE Am
| Pos. | Piloto                | Equipa                  | SIL | SPA | LMS | NÜR | COA | FUJ | SHA | BAR | Total pontos |
| ---- | --------------------- | ----------------------- | --- | --- | --- | --- | --- | --- | --- | --- | ------------ |
| 1    | Viktor Shaitar        | SMP Racing              | 3   | 3   | 1   | 1   | 1   | 6   | 3   | 5   | 165          |
| 1    | Aleksey Basov         | SMP Racing              | 3   | 3   | 1   | 1   | 1   | 6   | 3   | 5   | 165          |
| 1    | Andrea Bertolini      | SMP Racing              | 3   | 3   | 1   | 1   | 1   | 6   | 3   | 5   | 165          |
| 2    | François Perrodo      | AF Corse                | 2   | 2   | 3   | 3   | 3   | 3   | 1   | 4   | 148          |
| 2    | Emmanuel Collard      | AF Corse                | 2   | 2   | 3   | 3   | 3   | 3   | 1   | 4   | 148          |
| 3    | Paul Dalla Lana       | Aston Martin Racing     | 1   | 1   | NC  | 2   | 5   | 2   | 2   | 1   | 144          |
| 3    | Pedro Lamy            | Aston Martin Racing     | 1   | 1   | NC  | 2   | 5   | 2   | 2   | 1   | 144          |
| 3    | Mathias Lauda         | Aston Martin Racing     | 1   | 1   | NC  | 2   | 5   | 2   | 2   | 1   | 144          |
| 4    | Rui Águas             | AF Corse                | 2   | 2   | 3   | 3   | 3   | 3   | 1   |     | 136          |
| 5    | Patrick Long          | Dempsey Racing-Proton   | 6   | 5   | 2   | 4   | 4   | 1   | 4   | 3   | 131          |
| 5    | Marco Seefried        | Dempsey Racing-Proton   | 6   | 5   | 2   | 4   | 4   | 1   | 4   | 3   | 131          |
| 6    | Patrick Dempsey       | Dempsey Racing-Proton   | 6   | 5   | 2   | 4   | 4   | 1   | 4   |     | 116          |
| 7    | Khaled Al Qubaisi     | Abu Dhabi-Proton Racing | 5   | 4   | Ret | 6   | 2   | 5   | 7   | 2   | 82           |
| 8    | Christian Ried        | Abu Dhabi-Proton Racing | 5   | 4   | Ret | 6   | 2   | 5   | 7   |     | 79           |
| 8    | Christian Ried        | Dempsey Racing-Proton   |     |     |     |     |     |     |     | 3   | 79           |
| 9    | Stuart Hall           | Aston Martin Racing     | 4   | 6   | Ret | 7   | 6   | 7   | 6   | 7   | 54           |
| 9    | Francesco Castellacci | Aston Martin Racing     | 4   | 6   | Ret | 7   | 6   | 7   | 6   | 7   | 54           |

### Classificação Construtores
Existem dois campeonatos mundiais para contrutores, um para LMPs e outro para LMGTEs. Campeonato Mundial de Resistência para Construtores está reservado apenas à categoria LMP1, enquanto a Taça do Mundo de Resistência para construtores de GT permite a participação de entradas das categorias  LMGTE Pro e LMGTE Am. Os dois carros mais bem classificados em cada prova, somam pontos para o respectivo campeonato de construtores.

#### Campeonato Mundial de Resistência para Construtores
| Pos. | Construtor | SIL | SPA | LMS | NÜR | COA | FUJ | SHA | BAR | Total pontos |
| ---- | ---------- | --- | --- | --- | --- | --- | --- | --- | --- | ------------ |
| 1    | Porsche    | 2   | 2   | 1   | 1   | 1   | 1   | 1   | 1   | 344          |
| 1    | Porsche    | Ret | 3   | 2   | 2   | 5   | 2   | 2   | 5   | 344          |
| 2    | Audi       | 1   | 1   | 3   | 3   | 2   | 3   | 3   | 2   | 264          |
| 2    | Audi       | 5   | 5   | 4   | 4   | 3   | 4   | 4   | 6   | 264          |
| 3    | Toyota     | 3   | 4   | 6   | 5   | 4   | 5   | 5   | 3   | 164          |
| 3    | Toyota     | 4   | 6   | 8   | 6   | Ret | 6   | 6   | 4   | 164          |
| –    | Nissan     |     |     | NC  |     |     |     |     |     | –            |
| –    | Nissan     | Ret |     |     |     |     |     |     |     | –            |

#### Taça do Mundo de Resistência para construtores de GT
| Pos. | Construtor   | SIL | SPA | LMS | NÜR | COA | FUJ | SHA | BAR | Total pontos |
| ---- | ------------ | --- | --- | --- | --- | --- | --- | --- | --- | ------------ |
| 1    | Porsche      | 2   | 2   | 3   | 1   | 1   | 2   | 1   | 1   | 290          |
| 1    | Porsche      | 7   | 3   | 7   | 2   | 2   | 4   | 3   | 5   | 290          |
| 2    | Ferrari      | 1   | 4   | 1   | 3   | 3   | 1   | 2   | 2   | 286          |
| 2    | Ferrari      | 3   | 7   | 2   | 7   | 7   | 3   | 4   | 6   | 286          |
| 3    | Aston Martin | 4   | 1   | 6   | 4   | 4   | 5   | 5   | 3   | 192          |
| 3    | Aston Martin | 5   | 5   | 8   | 5   | 5   | 6   | 6   | 4   | 192          |

### Classificações por equipas
Todas as categorias atribuem uma troféu à equipa melhor classificadas (cada carro é considerado uma equipa).

#### FIA Endurance Trophy para equipas LMP1 Privadas
| Pos. | Carro | Equipa           | SIL | SPA | LMS | NÜR | COA | FUJ | SHA | BAR | Total pontos |
| ---- | ----- | ---------------- | --- | --- | --- | --- | --- | --- | --- | --- | ------------ |
| 1    | 12    | Rebellion Racing |     |     | 2   | 2   | 3   | 1   | 1   | 3   | 134          |
| 2    | 13    | Rebellion Racing |     |     | 1   | Ret | 2   | 3   | Ret | 1   | 108          |
| 3    | 4     | Team ByKolles    | Ret | Ret | EX  | 1   | 1   | 2   | 2   | 2   | 104          |

#### FIA Endurance Trophy para equipas LMP2
| Pos. | Carro | Equipa                    | SIL | SPA | LMS | NÜR | COA | FUJ | SHA | BAR | Total pontos |
| ---- | ----- | ------------------------- | --- | --- | --- | --- | --- | --- | --- | --- | ------------ |
| 1    | 26    | G-Drive Racing            | 1   | 9   | 2   | 2   | 1   | 1   | 2   | 1   | 178          |
| 2    | 47    | KCMG                      | 4   | 3   | 1   | 1   | 2   | Ret | 3   | 2   | 155          |
| 3    | 28    | G-Drive Racing            | 2   | 1   | 3   | 3   | 3   | 3   | Ret | 3   | 134          |
| 4    | 36    | Signatech Alpine          | Ret | 4   | Ret | 5   | 6   | 2   | 1   | 4   | 86           |
| 5    | 43    | Team SARD Morand          |     | 2   | Ret | 4   | 5   | 5   | 4   | 6   | 70           |
| 6    | 42    | Strakka Racing            | 3   | 5   | Ret | 5   | 7   | 6   | 6   | 5   | 63           |
| 7    | 30    | Extreme Speed Motorsports | EX  | 8   | 5   | 6   | 4   | 4   | Ret | 7   | 62           |
| 8    | 31    | Extreme Speed Motorsports | 6   | 7   | 4   | 7   | Ret | 7   | 5   | 8   | 62           |
| 9    | 35    | OAK Racing                | 5   | 6   | 6   |     |     |     |     |     | 34           |

#### FIA Endurance Trophy para equipa LMGTE Pro
| Pos. | Carro | Equipa                 | SIL | SPA | LMS | NÜR | COA | FUJ | SHA | BAR | Total pontos |
| ---- | ----- | ---------------------- | --- | --- | --- | --- | --- | --- | --- | --- | ------------ |
| 1    | 91    | Porsche Team Manthey   | 2   | 3   | 4   | 1   | 1   | 4   | 1   | 5   | 154          |
| 2    | 51    | AF Corse               | 1   | 4   | 2   | 7   | 7   | 1   | 2   | 2   | 149          |
| 3    | 71    | AF Corse               | 3   | 7   | 1   | 3   | 3   | 3   | 4   | 6   | 137          |
| 4    | 92    | Porsche Team Manthey   | 7   | 2   | Ret | 2   | 2   | 2   | 3   | 1   | 118          |
| 4    | 99    | Aston Martin Racing V8 | 6   | 1   | 5   | 5   | 4   | 7   | 5   | 7   | 100          |
| 6    | 95    | Aston Martin Racing    | 4   | 6   | 3   | 4   | 5   | 5   |     | 4   | 95           |
| 7    | 97    | Aston Martin Racing    | 5   | 5   | Ret | 6   | 6   | 6   | 6   | 3   | 67           |

#### FIA Endurance Trophy para equipas LMGTE Am
| Pos. | Carro | Equipa                  | SIL | SPA | LMS | NÜR | COA | FUJ | SHA | BAR | Total pontos |
| ---- | ----- | ----------------------- | --- | --- | --- | --- | --- | --- | --- | --- | ------------ |
| 1    | 72    | SMP Racing              | 3   | 3   | 1   | 1   | 1   | 6   | 3   | 5   | 165          |
| 2    | 83    | AF Corse                | 2   | 2   | 3   | 3   | 3   | 3   | 1   | 4   | 148          |
| 3    | 98    | Aston Martin Racing     | 1   | 1   | NC  | 2   | 5   | 2   | 2   | 1   | 144          |
| 4    | 77    | Dempsey Racing-Proton   | 6   | 5   | 2   | 4   | 4   | 1   | 4   | 3   | 131          |
| 5    | 88    | Abu Dhabi-Proton Racing | 5   | 4   | Ret | 6   | 2   | 5   | 7   | 2   | 82           |
| 6    | 96    | Aston Martin Racing     | 4   | 6   | Ret | 7   | 6   | 7   | 6   | 7   | 54           |
| 7    | 50    | Larbre Compétition      | 7   | Ret | Ret | 5   | 7   | 4   | 5   | 6   | 52           |